# Curling-Weltmeisterschaft 2015
Die Curling-Weltmeisterschaft 2015 der Frauen und Männer wurden räumlich und zeitlich getrennt ausgetragen.

## Damen
Die Curling-Weltmeisterschaft der Damen 2015 fand vom 14. bis 22. März in Sapporo, Japan statt.
Weltmeister wurde die Schweiz, die sich am 22. März im Finale mit 5:3 gegen Kanada durchsetzen konnte.
| Finale  |  | 1 | 2 | 3 | 4 | 5 | 6 | 7 | 8 | 9 | 10 | Gesamt |
| ------- |  | - | - | - | - | - | - | - | - | - | -- | ------ |
| Schweiz |  | 0 | 1 | 1 | 0 | 0 | 2 | 0 | 0 | 0 | 1  | 5      |
| Kanada  |  | 0 | 0 | 0 | 0 | 0 | 0 | 2 | 0 | 1 | 0  | 3      |

Die Bronzemedaille gewann Russland nach einem 13:4-Sieg gegen die schottische Mannschaft.

## Herren
Die Curling-Weltmeisterschaft der Herren 2015 fand vom 28. März bis 5. April in Halifax (Nova Scotia), Kanada statt.
Weltmeister wurde Schweden. Die Skandinavier setzten sich im Finale am 5. April mit 9:5 gegen die norwegische Auswahl durch.
| Finale   |  | 1 | 2 | 3 | 4 | 5 | 6 | 7 | 8 | 9 | 10 | Gesamt |
| -------- |  | - | - | - | - | - | - | - | - | - | -- | ------ |
| Norwegen |  | 0 | 1 | 2 | 0 | 0 | 1 | 0 | 1 | X | X  | 5      |
| Schweden |  | 3 | 0 | 0 | 0 | 3 | 0 | 3 | 0 | X | X  | 9      |

Kanada gewann durch ein 8:6 gegen Finnland im Spiel um Platz 3 die Bronzemedaille.